# 남평역
남평역(Nampyeong station, 南平驛)은 대한민국 전라남도 나주시 남평읍에 있는 경전선의 철도역이다. 남평읍 내와 멀어서 이용객이 저조하였기 때문에 2011년 10월 5일부터 2013년 9월 26일까지 여객 취급을 중지하였고 약간의 화물취급만 하였으며, 2013년 9월 27일에 남도해양열차 정차와 함께 여객 취급이 재개되었으나, 2014년 6월 1일 경로 변경과 함께 여객 취급이 다시 중지되었다.
남평역사는 1950년대에 지어진 역사로서, 원형이 잘 보존되어 있어 건축적, 철도사적 가치가 큰 것으로 평가되어 국가등록문화재로 지정되었다. 역사에서 플랫폼까지 짧은 거리지만 정원으로 꾸몄다. 정원 사이에 난 오솔길이 역사와 플랫폼을 잇는 길이다. 박수영 역무원은 "대합실에 다람쥐가 드나들고 벚나무엔 딱따구리가 구멍을 뚫었다"고 말했다.

## 역사
- 1930년 12월 25일 : 보통역으로 영업 개시[2]
- 1950년 2월 7일 : 역사 소실
- 1956년 7월 17일 : 역사 신축
- 1964년 9월 15일 : 앵남역 관리역지정취소
- 1977년 5월 16일 : 수소화물취급 중지[3]
- 1994년 12월 1일 : 제 1기계연동장치 사용 개시
- 2006년 12월 4일 : 남평역사 등록문화재로 지정
- 2009년 10월 31일 : 화물취급 중지[4]
- 2011년 10월 5일 : 여객 취급 일시 중지, 무배치간이역 격하
- 2013년 9월 27일 : 남도해양열차 정차 개시로 여객 취급 재개
- 2014년 6월 1일 : 남도해양열차 경로 변경으로 여객 취급 중지
- 2021년 1월 5일 : 시간표 개정으로 부산 ~ 보성간 운행노선을 광주송정까지 연장하였다

## 특징
- 남평역은 남평읍내와는 상당히 거리가 있으며, 인근 노동리와 남평읍을 연결하는 시내버스가 1일 3회 운행한다. 역 광장에서 탈 수 있다.
- 남평역은 시인 곽재구의 작품 《사평역에서》에 등장하는 '사평역'의 실제 배경으로 잘못 알려져 있다. '사평역'의 실제 배경이 된 곳은 남광주역이다.[5]
- 남평역은 서인국의 '부른다' 뮤직비디오를 촬영한 곳이기도 하다.
- 250m 구간의 레일바이크가 운행중이다.

## 인접한 역
| 경전본선       | 경전본선         | 경전본선      |
| -------------- | ---------------- | ------------- |
| 보성 부산 방면 | 남도해양관광열차 | 광주송정 방면 |

## 사진

역사 (광장쪽)
역사 (선로쪽)
승강장
승강장
역명판